# 지식채널e
지식채널e는 한국교육방송공사(EBS)에서 방송하는 5분 정도 길이의 단편 지식 프로그램이다. 일정 기간 동안 방영한 에피소드의 내용을 모아 《경제 e》라는 이름의 책도 발간하는데, 2019년 12월까지 일반인들을 대상으로 한 서적 다섯 권이 출간되었다.

## 방송 시간
| 방송 채널 | 방송 기간                                                           | 방송 시간                                                            |
| --------- | ------------------------------------------------------------------- | -------------------------------------------------------------------- |
| EBS 1TV   | 2005년 9월 5일 ~ 2005년 9월 9일 2005년 9월 19일 ~ 2005년 9월 23일   | 매주 평일 밤 8:55~9:00(5분)                                          |
| EBS 1TV   | 2005년 9월 5일 ~ 2005년 9월 9일 2005년 9월 19일 ~ 2005년 9월 23일   | 매주 평일 밤 9:25~9:30(5분)                                          |
| EBS 1TV   | 2005년 9월 5일 ~ 2005년 9월 9일 2005년 9월 19일 ~ 2005년 9월 23일   | 매주 평일 밤 11:00~11:05(5분)                                        |
| EBS 1TV   | 2005년 9월 5일 ~ 2005년 9월 9일 2005년 9월 19일 ~ 2005년 9월 23일   | 매주 평일 밤 11:55~12:00(5분)                                        |
| EBS 1TV   | 2005년 9월 12일 ~ 2005년 9월 17일                                   | 매주 평일 밤 8:55~9:00(5분)                                          |
| EBS 1TV   | 2005년 9월 12일 ~ 2005년 9월 17일                                   | 매주 평일 밤 9:25~9:30(5분)                                          |
| EBS 1TV   | 2005년 9월 12일 ~ 2005년 9월 17일                                   | 매주 평일 밤 11:00~11:05(5분)                                        |
| EBS 1TV   | 2005년 9월 12일 ~ 2005년 9월 17일                                   | 매주 평일 밤 11:55~12:00(5분)                                        |
| EBS 1TV   | 2005년 9월 12일 ~ 2005년 9월 17일                                   | 매주 토요일 밤 8:05~8:10(5분)                                        |
| EBS 1TV   | 2006년 2월 27일 ~ 2006년 8월 25일                                   | 매주 평일 밤 8:55~9:00(5분)                                          |
| EBS 1TV   | 2006년 2월 27일 ~ 2006년 8월 25일                                   | 매주 평일 밤 10:00~10:05(5분)                                        |
| EBS 1TV   | 2006년 2월 27일 ~ 2006년 8월 25일                                   | 매주 평일 밤 10:55~11:00(5분)                                        |
| EBS 1TV   | 2006년 2월 27일 ~ 2006년 8월 25일                                   | 매주 평일 밤 11:50~11:55(5분)                                        |
| EBS 1TV   | 2006년 8월 28일~2007년 2월 23일                                     | 매주 평일 밤 9:20~9:30(10분)                                         |
| EBS 1TV   | 2006년 8월 28일~2007년 2월 23일                                     | 매주 평일 밤 10:00~10:05(5분)                                        |
| EBS 1TV   | 2006년 8월 28일~2007년 2월 23일                                     | 매주 평일 밤 10:55~11:00(5분)                                        |
| EBS 1TV   | 2006년 8월 28일~2007년 2월 23일                                     | 매주 평일 밤 11:50~11:55(5분)                                        |
| EBS 1TV   | 2007년 2월 26일 ~ 2007년 8월 24일                                   | 매주 평일 밤 9:20~9:30(10분)                                         |
| EBS 1TV   | 2007년 2월 26일 ~ 2007년 8월 24일                                   | 매주 평일 밤 10:40~10:50(10분)                                       |
| EBS 1TV   | 2007년 2월 26일 ~ 2007년 8월 24일                                   | 매주 평일 밤 11:40~11:45(5분)                                        |
| EBS 1TV   | 2007년 8월 27일~2007년 11월 2일 2007년 11월 26일~2008년 2월 22일    | 매주 평일 낮 11:30~11:35(5분)                                        |
| EBS 1TV   | 2007년 8월 27일~2007년 11월 2일 2007년 11월 26일~2008년 2월 22일    | 매주 평일 밤 10:40~10:50(10분)                                       |
| EBS 1TV   | 2007년 8월 27일~2007년 11월 2일 2007년 11월 26일~2008년 2월 22일    | 매주 평일 밤 11:40~11:50(10분)                                       |
| EBS 1TV   | 2007년 11월 5일 ~ 2007년 11월 9일                                   | 매주 평일 낮 11:30~11:35(5분)                                        |
| EBS 1TV   | 2007년 11월 5일 ~ 2007년 11월 9일                                   | 매주 평일 밤 10:40~10:50(10분)                                       |
| EBS 1TV   | 2007년 11월 5일 ~ 2007년 11월 9일                                   | 매주 평일 밤 9:50~9:55(5분)                                          |
| EBS 1TV   | 2007년 11월 5일 ~ 2007년 11월 9일                                   | 매주 평일 밤 11:40~11:50(10분)                                       |
| EBS 1TV   | 2007년 11월 12일 ~ 2007년 11월 16일                                 | 매주 평일 낮 11:30~11:35(5분)                                        |
| EBS 1TV   | 2007년 11월 12일 ~ 2007년 11월 16일                                 | 매주 평일 밤 8:50~8:55(5분)                                          |
| EBS 1TV   | 2007년 11월 12일 ~ 2007년 11월 16일                                 | 매주 평일 밤 8:50~8:55(5분)                                          |
| EBS 1TV   | 2007년 11월 12일 ~ 2007년 11월 16일                                 | 매주 평일 밤 10:40~10:50(10분)                                       |
| EBS 1TV   | 2007년 11월 12일 ~ 2007년 11월 16일                                 | 매주 평일 밤 11:40~11:50(10분)                                       |
| EBS 1TV   | 2007년 11월 19일~2007년 11월 23일                                   | 매주 평일 낮 11:30~11:35(5분)                                        |
| EBS 1TV   | 2007년 11월 19일~2007년 11월 23일                                   | 매주 평일 밤 9:45~10:00(15분)                                        |
| EBS 1TV   | 2007년 11월 19일~2007년 11월 23일                                   | 매주 평일 밤 8:50~8:55(5분)                                          |
| EBS 1TV   | 2007년 11월 19일~2007년 11월 23일                                   | 매주 평일 밤 11:40~11:50(10분)                                       |
| EBS 1TV   | 2008년 2월 25일 ~ 2008년 9월 19일 2008년 9월 29일 ~ 2009년 2월 20일 | 매주 평일 밤 9:45~9:50(5분)                                          |
| EBS 1TV   | 2008년 2월 25일 ~ 2008년 9월 19일 2008년 9월 29일 ~ 2009년 2월 20일 | 매주 평일 밤 12:05~12:10(5분)                                        |
| EBS 1TV   | 2008년 9월 22일~2008년 9월 25일                                     | 매주 월요일~화요일 밤 11:25~11:30(5분) 매주 목요일 밤 9:35~9:40(5분) |
| EBS 1TV   | 2009년 2월 23일~2009년 8월 21일                                     | 매주 평일 밤 9:45~9:50(5분)                                          |
| EBS 1TV   | 2009년 2월 23일~2009년 8월 21일                                     | 매주 평일 밤 12:00~12:05(5분)                                        |
| EBS 1TV   | 2009년 8월 24일 ~ 2012년 2월 24일                                   | 매주 평일 밤 8:45~8:50(5분)                                          |
| EBS 1TV   | 2012년 2월 27일 ~ 2012년 8월 23일                                   | 매주 월요일~목요일 낮 2:00~2:10(10분)                                |
| EBS 1TV   | 2012년 8월 27일 ~ 2013년 8월 22일                                   | 매주 월요일~목요일 낮 2:00~2:05(5분)                                 |
| EBS 1TV   | 2013년 8월 26일 ~ 2014년 2월 20일                                   | 매주 월요일~목요일 낮 1:05~1:10(5분)                                 |
| EBS 1TV   | 2014년 2월 24일 ~ 2016년 2월 23일                                   | 매주 월요일~화요일 낮 1:05~1:10(5분)                                 |
| EBS 1TV   | 2016년 2월 29일 ~ 2017년 2월 21일                                   | 매주 월요일~화요일 낮 12:40~12:45(5분)                               |
| EBS 1TV   | 2017년 3월 1일 ~ 2018년 2월 22일                                    | 매주 수요일~목요일 밤 12:25~12:30(5분)                               |
| EBS 1TV   | 2018년 2월 26일 ~ 2019년 3월 28일 2019년 5월 27일 ~ 2019년 8월 15일 | 매주 월요일~수요일 밤 12:45~12:50(5분)                               |
| EBS 1TV   | 2018년 2월 26일 ~ 2019년 3월 28일 2019년 5월 27일 ~ 2019년 8월 15일 | 매주 목요일 새벽 1:05~1:10(5분)                                      |
| EBS 1TV   | 2019년 4월 1일 ~ 2019년 5월 23일                                    | 매주 월요일, 수요일 밤 12:45~12:50(5분)                              |
| EBS 1TV   | 2019년 4월 1일 ~ 2019년 5월 23일                                    | 매주 화요일 밤 12:25~12:30(5분)                                      |
| EBS 1TV   | 2019년 4월 1일 ~ 2019년 5월 23일                                    | 매주 목요일 새벽 1:05~1:10(5분)                                      |
| EBS 1TV   | 2019년 8월 26일 ~ 2020년 3월 26일                                   | 매주 월요일~목요일 새벽 1:00~1:05(5분)                               |
| EBS 1TV   | 2020년 3월 30일 ~ 2020년 8월 13일                                   | 매주 월요일~목요일 밤 12:15~12:45(30분)                              |
| EBS 1TV   | 2020년 8월 24일 ~ 2021년 3월 25일                                   | 매주 월요일~목요일 밤 12:20~12:50(30분)                              |
| EBS 1TV   | 2021년 3월 29일 ~ 2021년 8월 19일                                   | 매주 월요일~목요일 밤 12:10~12:30(30분)                              |
| EBS 1TV   | 2021년 8월 30일 ~ 2022년 2월 24일                                   | 매주 월요일~목요일 밤 12:30~12:50(30분)                              |
| EBS 1TV   | 2022년 2월 28일 ~ 2023년 3월 30일                                   | 매주 월요일~목요일 밤 12:30~12:40(10분)                              |
| EBS 1TV   | 2023년 4월 3일 ~ 2023년 10월 19일 2024년 1월 15일 ~                 | 매주 월요일~목요일 밤 12:35~12:45(10분)                              |
| EBS 1TV   | 2023년 10월 23일 ~ 2024년 1월 11일                                  | 매주 월요일~목요일 밤 12:55~1:5(10분)                                |

## 수상
- 2006년 여성가족부 주최 <제8회 남녀평등상> 방송부문 최우수작품상
- 2006년 제18회 한국PD대상 TV 부문 실험정신상
- 2008년 제20회 한국PD대상 TV 교양정보 부문 작품상
- 2008년 환경재단 주최 '세상을 밝게만든 100인' 선정 (제작진)
- 2009년 여성부 남녀평등방송상 최우수작품상
- 2009년 제12회 한국앰네스티 언론상 특별상
- 2009년 장애인먼저실천상 대상
- 2010년 1월 제8회 언론인권상 특별상
- 2010년 YWCA가 뽑은 올해의 좋은 TV프로그램상
- 2010년 AIBD(아시아태평양방송개발기구) TV Award 2010
- 2010년 비추미 여성대상 특별상
- 2010년 제16회 통일언론상 대상
- 2010년 2010한국장애인인권상 인권매체부문
- 2011년 여성가족부 주최 <제13회 남녀평등상> 방송부문 장려상

## 책
어린이들을 위한 서적
- 《주니어 지식채널 e 1 (세상을 보는 다른 눈)》 ISBN 9788952755391
- 《주니어 지식채널 e 2 (세상을 보는 다른 눈)》 ISBN 9788952755599
- 《주니어 지식채널 e 3 (세상을 보는 다른 눈)》 ISBN 9788952756312

일반인들을 대상으로 하는 서적
- 《지식 e 1 : 가슴으로 읽는 우리 시대의 지식》 ISBN 9788956051796
- 《지식 e 2 : 가슴으로 읽는 우리 시대의 지식》 ISBN 9788956052199
- 《지식 e 3 : 가슴으로 읽는 우리 시대의 지식》 ISBN 9788956052854
- 《지식 e 4 : 가슴으로 읽는 우리 시대의 지식》 ISBN 9788956053271
- 《지식 e 5 : 가슴으로 읽는 우리 시대의 지식》 ISBN 9788956053943
- 《지식 e 6 : 가슴으로 읽는 우리 시대의 지식》 ISBN 9788956055084
- 《지식 e 7 : 가슴으로 읽는 우리 시대의 지식》 ISBN 9788956055824
- 《지식 e 8 : 가슴으로 읽는 우리 시대의 지식》 ISBN 9788956056517
- 《지식 e inside》 ISBN 9788956057569
- 《경제 e》 ISBN 9788956054155

## 역대 프로듀서
- 김진혁, 한송희, 김영상(2005년 9월~2008년 8월)
- 김현우, 서준(2008년 9월~2009년 8월)
- 김한중(2009년 8월~2013년 2월)
- 김수현, 이상범(2013년 2월~2014년 2월)
- 황정원(2014년 2월~2016년 12월)
- 김동준(2017년 2월~2019년 12월)

## 교과서 수록
- 《중학교 1학년 국어 6-2》
- 《중학교 1학년 국어 6-3》(지금은 교육과정 개정으로 사라짐)